# Arthur Newton

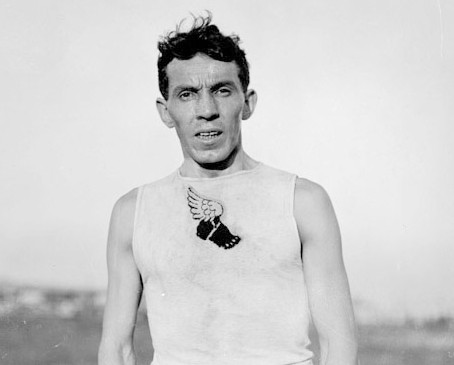

Arthur Lee Newton (Upton, 31 de enero de 1883 - Worcester, 19 de julio de 1950) fue un atleta estadounidense especializado en pruebas de fondo y obstáculos, participó en dos Juegos Olímpicos en los que consiguió dos medallas de bronce y una de oro en la prueba de cuatro millas por equipos.
En los Juegos Olímpicos de París 1900, su primera participación olímpica, Newton llegó en 4º lugar en los 2500 m obstáculos y el 5º lugar en la maratón. En los Juegos siguientes, en San Luis 1904, conquistó dos medallas de bronce en las pruebas que había disputado en París, los 2590 m obstaáculos (90 m más que la prueba parisina) y la maratón. 
Su premiación vio con el oro olímpico, integrando al equipo de New York Athletic Club junto con George Underwood, Paul Pilgrim, Howard Valentine y David Munson, que, representando a los Estados Unidos, venció a las pruebas de Atletismo en los Juegos Olímpicos de 1904 por las 4 millas en equipo.